# Malte au Concours Eurovision de la chanson 2010
Malte a participé au Concours Eurovision de la chanson 2010. 
| #  | Interprète(s)                 | Chanson                 | Jury | Télévoting | Points | Place |
| -- | ----------------------------- | ----------------------- | ---- | ---------- | ------ | ----- |
| 1  | Dorothy Bezzina               | Moments                 | 21   | 6          | 27     | 10    |
| 2  | Foxy Federation               | Fired up                | 0    | 9          | 9      | 18    |
| 3  | Lawrence Gray                 | Stories                 | 21   | 12         | 33     | 7     |
| 4  | Elenaor Spiteri               | Velvet ocean            | 25   | 14         | 39     | 5     |
| 5  | Claudia Faniello              | Samsara                 | 3    | 28         | 31     | 8     |
| 6  | Thea Garrett                  | My dream                | 54   | 48         | 102    | 1     |
| 7  | Pricilla & Kurt               | Waterfall               | 6    | 13         | 19     | 12    |
| 8  | Nadine Axisa & Clifford Galea | Once in a lifetime      | 7    | 12         | 19     | 12    |
| 9  | Glen Vella                    | Just a little more love | 28   | 30         | 58     | 2     |
| 10 | Audrey Marie Bartolo          | Good intentions         | 7    | 3          | 10     | 17    |
| 11 | Klinsmann                     | Her name was Anne       | 10   | 16         | 26     | 11    |
| 12 | Claire Galea                  | Ole Satschmo Blues      | 3    | 6          | 9      | 18    |
| 13 | Wayne Micallef                | Save a life             | 27   | 9          | 36     | 6     |
| 14 | Petra Zammit                  | All I need              | 7    | 7          | 14     | 15    |
| 15 | Ryan Dale & Duminka           | One for you             | 7    | 6          | 13     | 16    |
| 16 | Eleonor Cassar                | Choices                 | 5    | 11         | 16     | 14    |
| 17 | Silver Clash                  | Broken                  | 0    | 5          | 5      | 20    |
| 18 | Tiziana Calleja               | Wors are not enough     | 13   | 32         | 45     | 3     |
| 19 | Ruth Portelli                 | Three little words      | 19   | 12         | 31     | 8     |
| 20 | Pamela Bezzina                | Hold on                 | 27   | 13         | 40     | 4     |